# Micrecia
Micrecia là một chi bướm đêm thuộc họ Sesiidae.

## Các loài
- Micrecia methyalina  Hampson, 1919